# Гиббс, Лилиан Сюзет
Лилиан Сюзет Гиббс (англ. Lilian Suzette Gibbs, 10 сентября 1870, Лондон — 30 января 1925, Санта-Крус-де-Тенерифе) — английский ботаник и путешественник, работавшая в лондонском Музее естественной истории.

## Биография
Родилась в Лондоне. Училась в частных школах. В 1899 году поступила на двухлетний курс в садоводческий колледж в Суонли, после чего обучалась в Королевском колледже науки.
Участвовала в экспедициях во многие уголки Земли (Южную Родезию, Фиджи, Австралию, Новую Зеландию, Исландию и др.), где собрала обширные коллекции растений. Открыла и описала множество неизвестных науке видов. Занималась водорослями, мхами, грибами, сосудистыми споровыми и семенными растениями. Особенно интересовалась флорами горных систем.
Ботанические путешествия начала с Альп и Северной Африки. Первую дальнюю поездку совершила в 1905 году в Южную Родезию в составе экспедиции Британской научной ассоциации. По Африке путешествовала до водопада Виктория. В 1907 году исследовала флору Фиджи (став первым ботаником, собравшим образцы растений с горы Томаниви, и обнаружив там много новых видов), а оттуда отправилась в Новую Зеландию. В 1910 году побывала на Северном Борнео, посетив места, где ещё не бывало европейцев, и первой из женщин поднялась на вершину горы Кинабалу (4095 м). В 1912 году побывала в Исландии, а в 1913 — в горах Арфак (Новая Гвинея), откуда отправилась в Австралию и на Тасманию.
Осенью 1921 года из-за внезапного ухудшения здоровья была вынуждена отказаться от запланированной поездки в Южную Америку и активного образа жизни вообще. 30 января 1925 года умерла в Санта-Крус-де-Тенерифе, где и похоронена. Свой гербарий и сопутствующие записи Лилиан Гиббс завещала лондонскому Музею естествознания. Кроме того, она завещала Лондонскому университету деньги для учреждения стипендии за прогресс в медицинских исследованиях.
Награждена медалью имени Томаса Гексли Королевского колледжа науки (1910). Член Лондонского Линнеевского общества (1905), Королевского микроскопического общества (1910; одна из первых женщин в этих двух обществах) и Королевского географического общества (1919).

## Память
В честь Лилиан Гиббс назван ряд таксонов растений. Среди них:
- род крапивных Gibbsia[исп.] Rendle, 1917[5],
- вид дакридиума Dacrydium gibbsiae[укр.] Stapf, 1914[8],
- вид подокарпуса Podocarpus gibbsiae[укр.] N.E.Gray[валл.], 1958[8],
- вид бамбуковых Bambusa gibbsiae Stapf, 1914 (ныне Racemobambos gibbsiae[фр.])[5][9],
- вид каламуса Calamus gibbsianus[англ.] Becc., 1913[10],
- виды печёночных мхов Calobryum gibbsiae Steph., 1917 (ныне Haplomitrium gibbsiae[англ.][11]) и Lepidozia gibbsiana Steph., 1917 (ныне Neolepidozia gibbsiana[11])[5].